# Leichtathletik-Weltmeisterschaften 2011/Teilnehmer (Guam)
| Gelbes Symbol für Goldmedaillen mit stilisierten Olympischen Ringen | Graues Symbol für Silbermedaillen mit stilisierten Olympischen Ringen | Braundes Symbol für Bronzemedaillen mit stilisierten Olympischen Ringen |
| ------------------------------------------------------------------- | --------------------------------------------------------------------- | ----------------------------------------------------------------------- |
| —                                                                   | —                                                                     | —                                                                       |

Der Leichtathletik-Verband Guams stellte bei den Leichtathletik-Weltmeisterschaften 2011 im koreanischen Daegu zwei Teilnehmer.

## Ergebnisse

### Männer

#### Laufdisziplinen
| Derek Mandell | 800 m | 1:57,11 min PB | 40 | ausgeschieden | ausgeschieden | ausgeschieden | ausgeschieden | ausgeschieden | ausgeschieden |

### Frauen

#### Laufdisziplinen
| Athletin     | Disziplin | Qualifikation | Qualifikation | Vorlauf    | Vorlauf | Halbfinale    | Halbfinale    | Finale        | Finale        |
| Athletin     | Disziplin | Zeit          | Platz         | Zeit       | Platz   | Zeit          | Platz         | Zeit          | Platz         |
| ------------ | --------- | ------------- | ------------- | ---------- | ------- | ------------- | ------------- | ------------- | ------------- |
| Pollara Cobb | 100 m     | 12,64 s       | 18            | 12,55 s PB | 53      | ausgeschieden | ausgeschieden | ausgeschieden | ausgeschieden |